# 当間氏
当間氏（とうまし）は日本の氏族。
桓武平氏秩父氏流。畠山二郎重忠の三十一世孫、伊地知大膳正重の三男、当間重陳（伊地知太郎右衛門重陳）を祖とする。

## 概要
重陳は、元は大隅国国分の住人。薩摩藩の琉球侵攻後、最初に派遣された大和横目となり、後に苗字を琉球風の「当間」と改めた。なお、琉球名は「平啓祥」である。黒糖と欝金の専売制を発案。また鳩目銭（当間銭）を製造した。
当間氏は初代那覇市長の当間重慎はじめ、近現代にも政治家を輩出している。